# SA-810
La SA-810 es una carretera de titularidad autonómica de la Junta de Castilla y León (España) que discurre por la provincia de Salamanca uniendo las carreteras N-501 y CL-605.
Además pasa por las localidades de Babilafuente, Villoria, Poveda de las Cintas y Villaflores en la provincia de Salamanca.
Pertenece a la Red Complementaria Preferente de la Junta de Castilla y León.

## Recorrido
La carretera SA-810 tiene su origen en la intersección con la carretera N-501 en la localidad de Encinas de Abajo y termina en Cantalapiedra en la intersección con las carreteras CL-605 y SA-800 formando parte de la Red de carreteras de Salamanca.
| Encinas de Abajo (Intersección con ) - Cantalapiedra (Intersección con ) | Encinas de Abajo (Intersección con ) - Cantalapiedra (Intersección con ) | Encinas de Abajo (Intersección con ) - Cantalapiedra (Intersección con ) | Encinas de Abajo (Intersección con ) - Cantalapiedra (Intersección con ) | Encinas de Abajo (Intersección con ) - Cantalapiedra (Intersección con ) | Encinas de Abajo (Intersección con ) - Cantalapiedra (Intersección con ) | Encinas de Abajo (Intersección con ) - Cantalapiedra (Intersección con ) | Encinas de Abajo (Intersección con ) - Cantalapiedra (Intersección con ) | Encinas de Abajo (Intersección con ) - Cantalapiedra (Intersección con ) | Encinas de Abajo (Intersección con ) - Cantalapiedra (Intersección con ) | Encinas de Abajo (Intersección con ) - Cantalapiedra (Intersección con ) |
| Esquema                                                                  | PK                                                                       | Sentido Cantalapiedra                                                    | Sentido Cantalapiedra                                                    | Sentido Cantalapiedra                                                    | Sentido Cantalapiedra                                                    | Sentido Encinas de Abajo                                                 | Sentido Encinas de Abajo                                                 | Sentido Encinas de Abajo                                                 | Sentido Encinas de Abajo                                                 | Incidencias                                                              |
| Esquema                                                                  | PK                                                                       | Velocidad                                                                | Elemento                                                                 | Salida                                                                   | Salida                                                                   | Salida                                                                   | Salida                                                                   | Elemento                                                                 | Velocidad                                                                | Incidencias                                                              |
| Esquema                                                                  | PK                                                                       | Velocidad                                                                | Elemento                                                                 | Dir.                                                                     | Nombre                                                                   | Nombre                                                                   | Dir.                                                                     | Elemento                                                                 | Velocidad                                                                | Incidencias                                                              |
| ------------------------------------------------------------------------ | ------------------------------------------------------------------------ | ------------------------------------------------------------------------ | ------------------------------------------------------------------------ | ------------------------------------------------------------------------ | ------------------------------------------------------------------------ | ------------------------------------------------------------------------ | ------------------------------------------------------------------------ | ------------------------------------------------------------------------ | ------------------------------------------------------------------------ | ------------------------------------------------------------------------ |
|                                                                          | 0,0                                                                      |                                                                          |                                                                          | Huerta                                                                   | Huerta                                                                   | Huerta                                                                   |                                                                          |                                                                          |                                                                          |                                                                          |
| Encinas de Abajo                                                         | 0,0                                                                      |                                                                          |                                                                          |                                                                          |                                                                          |                                                                          |                                                                          |                                                                          |                                                                          |                                                                          |
| Calvarrasa de Abajo                                                      | 0,0                                                                      |                                                                          |                                                                          |                                                                          |                                                                          |                                                                          |                                                                          |                                                                          |                                                                          |                                                                          |
| Salamanca Ávila Cilloruelo                                               | 0,0                                                                      |                                                                          |                                                                          |                                                                          |                                                                          |                                                                          |                                                                          |                                                                          |                                                                          |                                                                          |
| Ventosa del Río Almar Peñaranda de Bracamonte                            | 0,0                                                                      |                                                                          |                                                                          |                                                                          |                                                                          |                                                                          |                                                                          |                                                                          |                                                                          |                                                                          |
|                                                                          | 3,0                                                                      |                                                                          |                                                                          |                                                                          | Cordovilla                                                               | Cordovilla                                                               |                                                                          |                                                                          |                                                                          |                                                                          |
|                                                                          | 3,0                                                                      | Huerta                                                                   |                                                                          |                                                                          |                                                                          |                                                                          |                                                                          |                                                                          |                                                                          |                                                                          |
|                                                                          | 4,7                                                                      |                                                                          |                                                                          | Pta. de Bioetanol de Castilla y León                                     | Pta. de Bioetanol de Castilla y León                                     | Pta. de Bioetanol de Castilla y León                                     | Pta. de Bioetanol de Castilla y León                                     |                                                                          |                                                                          |                                                                          |
|                                                                          | 5,4                                                                      |                                                                          |                                                                          | FF.CC. Ávila-Salamanca                                                   | FF.CC. Ávila-Salamanca                                                   | FF.CC. Ávila-Salamanca                                                   | FF.CC. Ávila-Salamanca                                                   |                                                                          |                                                                          |                                                                          |
|                                                                          | 5,5                                                                      |                                                                          |                                                                          | BABILAFUENTE                                                             | BABILAFUENTE                                                             | BABILAFUENTE                                                             | BABILAFUENTE                                                             |                                                                          |                                                                          |                                                                          |
|                                                                          | 5,6                                                                      |                                                                          |                                                                          | Aldealengua San Morales                                                  | Aldealengua San Morales                                                  | Aldealengua San Morales                                                  | Aldealengua San Morales                                                  |                                                                          |                                                                          |                                                                          |
|                                                                          | 6,1                                                                      |                                                                          |                                                                          | Moríñigo Cordovilla                                                      | Moríñigo Cordovilla                                                      | Moríñigo Cordovilla                                                      | Moríñigo Cordovilla                                                      |                                                                          |                                                                          |                                                                          |
|                                                                          | 6,3                                                                      |                                                                          |                                                                          | BABILAFUENTE                                                             | BABILAFUENTE                                                             | BABILAFUENTE                                                             | BABILAFUENTE                                                             |                                                                          |                                                                          |                                                                          |
|                                                                          | 7,6                                                                      |                                                                          |                                                                          |                                                                          | Villoruela                                                               | Villoruela                                                               |                                                                          |                                                                          |                                                                          |                                                                          |
|                                                                          | 10,3                                                                     |                                                                          |                                                                          | VILLORIA                                                                 | VILLORIA                                                                 | VILLORIA                                                                 | VILLORIA                                                                 |                                                                          |                                                                          |                                                                          |
|                                                                          | 11,1                                                                     |                                                                          |                                                                          | VILLORIA                                                                 | VILLORIA                                                                 | VILLORIA                                                                 | VILLORIA                                                                 |                                                                          |                                                                          |                                                                          |
|                                                                          | 18,5                                                                     |                                                                          |                                                                          |                                                                          | Peñaranda de Bracamonte                                                  | Peñaranda de Bracamonte                                                  |                                                                          |                                                                          |                                                                          |                                                                          |
|                                                                          | 18,5                                                                     | Cantalpino Cañizal                                                       |                                                                          |                                                                          |                                                                          |                                                                          |                                                                          |                                                                          |                                                                          |                                                                          |
|                                                                          | 21,9                                                                     |                                                                          |                                                                          | POVEDA DE LAS CINTAS                                                     | POVEDA DE LAS CINTAS                                                     | POVEDA DE LAS CINTAS                                                     | POVEDA DE LAS CINTAS                                                     |                                                                          |                                                                          |                                                                          |
|                                                                          | 22,0                                                                     |                                                                          |                                                                          | Río Poveda                                                               | Río Poveda                                                               | Río Poveda                                                               | Río Poveda                                                               |                                                                          |                                                                          |                                                                          |
|                                                                          | 22,3                                                                     |                                                                          |                                                                          | POVEDA DE LAS CINTAS                                                     | POVEDA DE LAS CINTAS                                                     | POVEDA DE LAS CINTAS                                                     | POVEDA DE LAS CINTAS                                                     |                                                                          |                                                                          |                                                                          |
|                                                                          | 26,4                                                                     |                                                                          |                                                                          | VILLAFLORES                                                              | VILLAFLORES                                                              | VILLAFLORES                                                              | VILLAFLORES                                                              |                                                                          |                                                                          |                                                                          |
|                                                                          | 26,8                                                                     |                                                                          |                                                                          |                                                                          | Palaciosrubios                                                           | Palaciosrubios                                                           |                                                                          |                                                                          |                                                                          |                                                                          |
|                                                                          | 26,8                                                                     | Cañizal                                                                  |                                                                          |                                                                          |                                                                          |                                                                          |                                                                          |                                                                          |                                                                          |                                                                          |
|                                                                          | 27,1                                                                     |                                                                          |                                                                          | VILLAFLORES                                                              | VILLAFLORES                                                              | VILLAFLORES                                                              | VILLAFLORES                                                              |                                                                          |                                                                          |                                                                          |
|                                                                          | 28,3                                                                     |                                                                          |                                                                          | Río Mazores                                                              | Río Mazores                                                              | Río Mazores                                                              | Río Mazores                                                              |                                                                          |                                                                          |                                                                          |
|                                                                          | 31,145                                                                   |                                                                          |                                                                          |                                                                          | Madrigal de las Altas Torres                                             | Madrigal de las Altas Torres                                             | Madrigal de las Altas Torres                                             |                                                                          |                                                                          |                                                                          |
|                                                                          | 31,145                                                                   | Cantalapiedra                                                            |                                                                          |                                                                          |                                                                          |                                                                          |                                                                          |                                                                          |                                                                          |                                                                          |
|                                                                          | 31,145                                                                   | Cañizal                                                                  |                                                                          |                                                                          |                                                                          |                                                                          |                                                                          |                                                                          |                                                                          |                                                                          |